# Analiza chemiczna

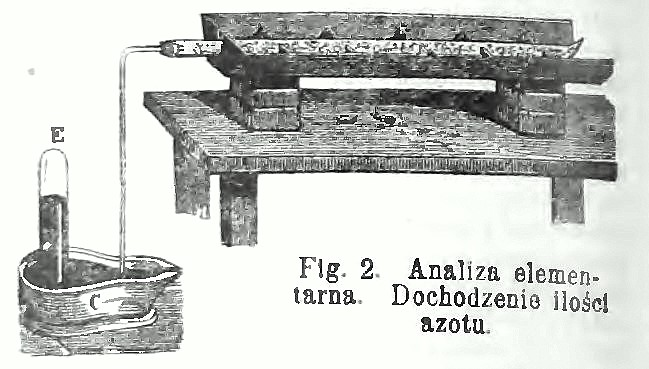
Analiza chemiczna - elementarna. Wykazywanie ilości azotu.
Spalanie substancji organicznej zawierającej tlen, węgiel i wodór oraz dodatkowo azot.
W procesie tym powstaje swobodny azot, który zbiera się w probówce (E) napełnionej rtęcią i umieszczonej w miseczce (C) również zawierającej rtęć wobec czego powstaje azot (gaz), z którego objętości można obliczyć jego ciężar.

Analiza chemiczna – badanie jakościowego (analiza jakościowa) i ilościowego (analiza ilościowa) składu chemicznego substancji. 

## Podział metod

### Ze względu na naturę
W analizie chemicznej stosuje się metody chemiczne, fizyko-chemiczne i biochemiczne. 
Metody chemicznepolegają na przeprowadzeniu specyficznych reakcji chemicznych, których efekty makroskopowe pozwalają wnioskować o obecności i zawartości poszukiwanych składników w badanym materiale
W metodach fizykochemicznychmierzy się określone wielkości fizyczne i ich zmiany pod wpływem zewnętrznych bodźców fizycznych dostarczanych do analizowanych próbek; najczęściej są to: prąd elektryczny, promieniowania elektromagnetyczne i inne formy promieniowania; otrzymane sygnały analityczne w postaci zmian określonych wielkości fizycznych – ich charakter i wielkość – pozwalają na ustalenie jakościowego i ilościowego składu próbki.
W metodach biochemicznychwykorzystuje się procesy enzymatyczne i immunochemiczne.

### Ze względu na rodzaj uzyskiwanej informacji
Analiza jakościowapolega na ustaleniu, które związki chemiczne, pierwiastki, jony lub rodniki wchodzą w skład badanego materiału, bez ustalania jego ilości w substancji. Składniki identyfikuje się na podstawie reakcji charakterystycznych lub metodami instrumentalnymi. Współczesna analiza jakościowa wykorzystuje przede wszystkim metody instrumentalne: spektrometrię atomową emisyjną, fluorescencję rentgenowską, spektrometrię mas, neutronową analizę aktywacyjną, spektrometrię ramanowska i wiele innych.
Analiza strukturalnaumożliwia dokładne ustalenie struktury chemicznej czystych związków chemicznym, czyli liczby, rodzaju, i wzajemnego układu wiązań chemicznych składających się na cząsteczki. Współcześnie podstawowymi technikami w analizie strukturalnej jest NMR, FTIR, spektroskopia mas i rentgenografia strukturalna.
Analiza ilościowapolega na oznaczeniu zawartości jednego, kilku, bądź wszystkich składników badanej próbki. Chemiczne metody analizy chemicznej związków nieorganicznych dzieli się na metody miareczkowe, wagowe (analiza wagowa) i instrumentalne. Analiza ilościowa może dostarczyć informacji o ilości określonego indywiduum chemicznego w analizowanej próbce, lub o proporcji pierwiastków chemicznych w niej występujących. Ten drugi rodzaj analizy nazywany jest elementarną. Zastosowanie metod instrumentalnych, np. spektroskopii w podczerwieni, nadfiolecie i zakresie widzialnym, spektrometrii Ramana, spektrometrii mas, jądrowego rezonansu magnetycznego, umożliwia oznaczenie bardzo małych zawartości składników oraz automatyzację pomiarów.

### Ze względu na ilość i sposób wykorzystania próbki
Tradycyjnie do analiz wykonywanych ręcznie potrzeba było minimum 100 mg do kilku gramów próbki. Rozwój technik analitycznych umożliwił jednak radykalne zmniejszenie tej ilości. Rozróżnia się tutaj:
- makroanalizę – próbki powyżej 10 mg
- mikroanalizę – próbki poniżej 10 mg
- ultramikroanalizę – próbki poniżej 1 mg.

Analizy ze względu na sposób pobierania i wykorzystania próbek dzieli się na:
- inwazyjne – próbka ulega w trakcie analizy bezpowrotnemu zniszczeniu
- bezinwazyjne – próbka nie ulega zniszczeniu – po wykonaniu analizy nie zmienia się jej struktura ani skład chemiczny; do technik bezinwazyjnych zalicza się też:
  - analizy zdalne – zwane też teleanalizami – próbki nie są wyodrębniane, lecz analizę tę dokonuje się na odległość bez jakiegokolwiek wyodrębniania próbki z masy analizowanego materiału;
  - przepływowe – strumień materiału przepuszcza się przez aparat pomiarowy zaopatrzony w odpowiednie detektory i dokonuje automatycznej analizy bez jego zatrzymywania.

### Ze względu na rodzaj stosowanych technik
Analizy ręcznetradycyjnie, analizy chemiczne, zarówno ilościowe jak i jakościowe wykonywane były w formie prostych testów, wykonywanych ręcznie przez chemika analityka, z użyciem prostej aparatury laboratoryjnej, wagi i wzroku badacza. Tego rodzaju analizy nadal są przeprowadzane, gdyż ich zaletą jest prostota.
Analizy instrumentalneprzeprowadzane są z użyciem złożonej aparatury, który zastępuje chemika zarówno w zakresie samego wykonania analizy jak i rejestracji, a nawet częściowej interpretacji wyników. Analiza instrumentalna jest bardziej kosztowna od ręcznej, ale pozwala na wyeliminowanie działalności analityka (i związanych z jego pracą błędów), zwiększenie liczby wykonywanych analiz w jednostce czasu, skrócenie czasu analizy, poprawę precyzji i dokładności oznaczeń, ponadto umożliwia analizę bez narażania zdrowia i życia analityka oraz w miejscach dla człowieka niedostępnych (teleanaliza).

## Procedura wykonywania analiz inwazyjnych
Wykonanie właściwych pomiarów analitycznych w trybie inwazyjnym poprzedzają czynności wstępne:
1. pobranie średniej próbki,
2. przygotowanie jej do analizy: rozdrobnienie, oczyszczenie, przeprowadzenie do roztworu (w wyniku roztwarzania, rozpuszczania, ługowania),
3. oddzielenie lub zagęszczenie oznaczonego składnika (np. przez wytrącenie osadu, elektrolizę, ekstrakcję, destylację, chromatografię, wymianę jonową),
4. maskowanie przeszkadzających składników (np. za pomocą odczynników kompleksotwórczych, redukujących).

## Zastosowanie
Analiza chemiczna jest szeroko stosowana w różnych dziedzinach nauki i gospodarce – służy do badania wód, powietrza, gleby, nawozów (ochrona środowiska, racjonalna gospodarka w rolnictwie i leśnictwie), próbek biologicznych, zarówno in vitro, jak i in vivo z minimalnym zakłóceniem normalnego funkcjonowania organizmu (diagnostyka lekarska), kontroli procesów technologicznych i oceny jakości produktów w przemyśle chemicznym, farmakologicznym, półprzewodników, metalurgicznym, spożywczym i górniczym.